# Bernard Gavoty
Bernard Georges Marie Gavoty, pseudonim Clarendon (ur. 2 kwietnia 1908 w Paryżu, zm. 24 października 1981 tamże) – francuski organista i pisarz muzyczny.

## Życiorys
Ukończył studia w zakresie filozofii i literatury na Sorbonie, uczył się też gry na organach i kompozycji w Konserwatorium Paryskim. Od 1942 roku pełnił funkcję organisty w paryskim kościele Saint-Louis des Invalides. Od 1945 roku pod pseudonimem Clarendon pisał krytyki muzyczne do dziennika „Le Figaro”. Od 1948 roku współpracował z ORTF. Był autorem serii bogato ilustrowanych monografii na temat muzyków współczesnych pt. Les Grands interprètes (wyd. Genewa 1953–1955), pracował także przy tworzeniu filmów dokumentalnych.

## Ważniejsze prace
(na podstawie materiałów źródłowych)
- Louis Vierne: Vie et l’oeuvre (1943)
- Jehan Alain, musicien français (1911–1940) (1945)
- Les Français sont-ils musiciens? (1948)
- Souvenirs de Georges Enesco (1955)
- Pour ou contre la musique moderne? (1957), wspólnie z J.-Y. Danielem-Lesurem
- La Musique adoucit les moeurs (1959)
- Chopin amoureux (1960), wspólnie z É. Vuillermoz
- Dix grands musiciens (1963)
- Vingt grand interprètes (1967)
- L’Arme à gauche (1971)
- Parler, parler! (1972)
- Chopin (1974)
- Reynaldo Hahn: Le Musicien de la belle époque (1976)
- Alfred Cortot (1977)
- Anicroches (1979)
- Liszt: Le Virtuose, 1811–1848 (1980)